# Tristan Gooijer
Tristan Gooijer (* 2. September 2004 in Blaricum) ist ein niederländischer Fußballspieler, der aktuell bei Jong Ajax spielt.

## Karriere

### Verein
Gooijer begann seine fußballerische Ausbildung bei mehreren Vereinen aus Almere. Im Sommer 2016 wurde er schließlich von der Jugendakademie von Ajax Amsterdam verpflichtet. In der Saison 2019/20 kam er hier zu seinen ersten Einsätzen für die B-Junioren. In der Saison darauf spielte er sich dort zum Stammspieler und traf auch das erste Mal. Im Juni 2021 unterschrieb er schließlich seinen ersten Profivertrag bis Juni 2024. Nachdem er in der Spielzeit 2021/22 auch schon bei den A-Junioren spielen durfte und dort Stammspieler in der UEFA Youth League war, kam er am 7. März 2022 (29. Spieltag) bei einem 6:3-Sieg über ADO Den Haag in der Startelf stehend zu seinem Profidebüt für die zweitklassige zweite Mannschaft. Bis zum Saisonende kam er dort noch zu vier weiteren Einsätzen.

### Nationalmannschaft
Gooijer kam seit 2019 bislang für mehrere Juniorennationalmannschaften der Niederlande zum Einsatz.